# 群馬県立自然史博物館
群馬県立自然史博物館（ぐんまけんりつしぜんしはくぶつかん）は、群馬県富岡市上黒岩にある自然史博物館。館内には、群馬県の自然史展示を中心に地球の文化・鉱物・ヒトや動物の進化に関する資料・標本・写真などを展示している。カマラサウルスの実物骨格や実物大のティランノサウルスの動く模型、壮大なブナ林のジオラマは日本国内では貴重な展示品である。県内で産出した古生物として、神流町の恐竜、古代魚ヘリコプリオン、哺乳類パレオパラドキシア、ヤベオオツノジカなどを展示する。
1978年（昭和53年）7月16日、旧・群馬県立博物館を改修し、前身となる群馬県立自然科学資料館を開館。1996年（平成8年）3月31日に自然科学資料館が廃止されたが、資料を自然史博物館が引き継ぎ同年4月1日に発足。初代館長には古生物学者の長谷川善和（現・名誉館長）が就任し、10月22日に開館した。
多目的ホールの「かぶら文化ホール」を併設している。

## 展示施設
- 常設展示
  - 地球の時代
  - 群馬の自然と環境
  - ダーウィンの部屋
  - 自然界におけるヒト
  - かけがえのない地球
- 企画展示（春、夏、秋の年3回）
- 情報コーナー紹介や、展示物解説コーナーも開設している。

## 画像

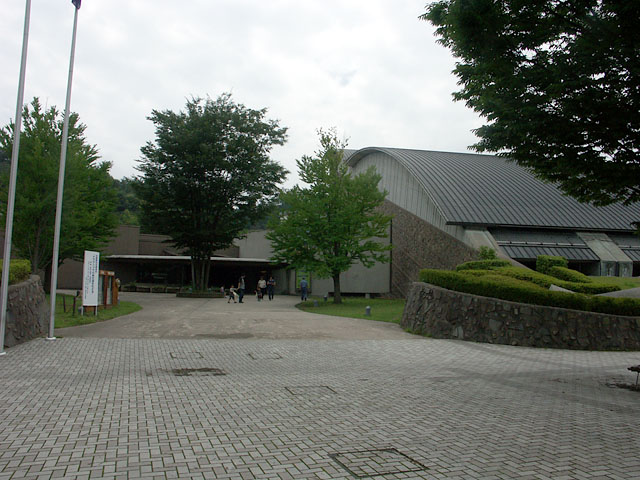
正門
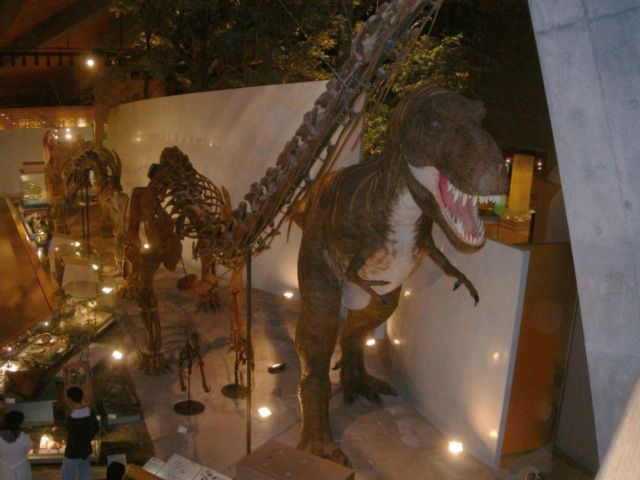
常設展示

## 周辺情報
- 上州一ノ宮駅
- 富岡製糸場
- 磯部温泉
- 貫前神社